# Байон
13°26′31″ пн. ш. 103°51′35″ сх. д. / 13.44194° пн. ш. 103.85972° сх. д.

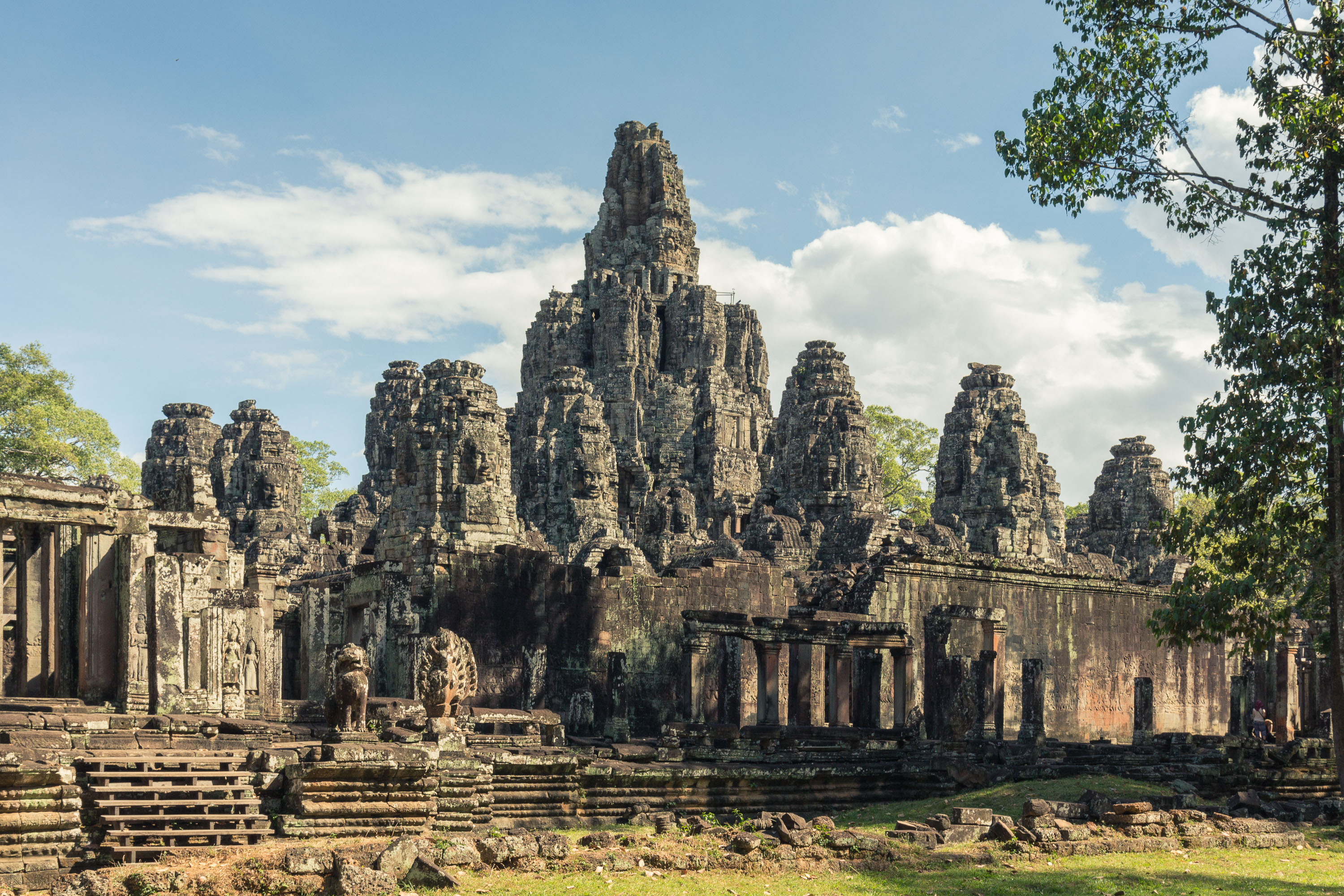
Байон

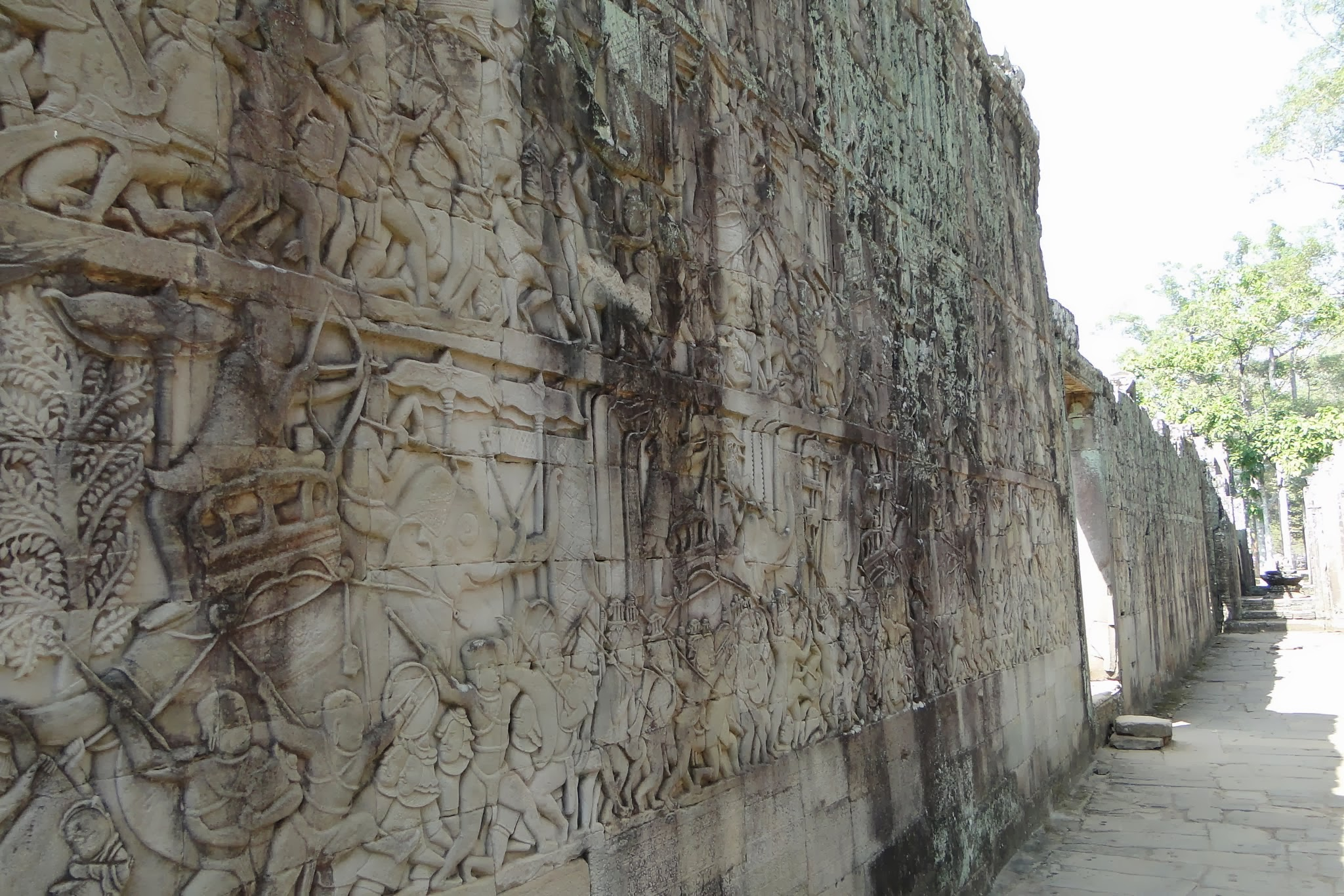
Великий барельєф на зовнішній стіні

Байон (кхмер. ប្រាសាទបាយ័ន, Prasat Bayon) - Храмовий комплекс в центрі Ангкор-Тхома, побудований на честь Джаявармана VII.
Храм має три рівні і його оточують три стіни. Основна частина декору храму - зображення побутового та повсякденного життя кхмерів. Є також глуха стіна висотою 4,5 метра на якій зображені сцени перемоги Джаявармана VII над чамами в битві на озері Тонлесап.
В 1925 році храм був розпізнаний як буддійське святилище, а в 1928 році, завдяки старанням Ф. Штерна і Ж. Седеса був правильно датований.
В 1933 році в свердловині фундаменту знайшли статую Будди, в рисах обличчя якого була зовнішня схожість з Джаяварманом VII і яка під час брахманістської реставрації (відразу після смерті Джаявармана VII) була сплюндрована. Вона була відреставрована і встановлена на терасі в на схід від південного Кхлеанга.